# Xavi Argemí i Ballbè
Xavi Argemí i Ballbè   (Sabadell, 14 d'agost de 1995 - Matadepera, 22 d'abril de 2025) va ser un activista català per les cures pal·liatives, que va patir distròfia muscular de Duchenne.

## Biografia
Li van diagnosticar la malaltia degenerativa incurable quan tenia tres anys, i l'11 de març del 1999 va prendre consciència que el seu cos anava limitant la mobilitat de manera irreversible, fins a moure només uns dits i el cap. Va patir diverses crisis respiratòries i el 2018 va decidir no fer-se una traqueotomia que li hauria allargat una mica la vida però dificultat parlar i menjar.
Malgrat les dificultats que li suposaven la malaltia, es va graduar en Multimèdia a la Universitat Oberta de Catalunya.
Va morir el 22 d'abril a 29 anys. La parròquia de Sant Fèlix de Sabadell es va omplir en el seu funeral.

## Activisme
L'abril del 2019 va enviar una carta al director que van publicar La Vanguardia, el Diari de Sabadell o el diari Ara, on defensava les cures pal·liatives "davant de les quals l'eutanàsia es presenta com una alternativa molt trista, com un paternalisme que ens ofega". Després va explicar el seu testimoni a TV3 i va decidir escriure un llibre sobre la malaltia.
El llibre d'Argemí Aprendre a morir per poder viure va aparèixer publicat per Rosa dels Vents el darrer trimestre del 2020, en un moment en què es debatia l'aprovació d'una Llei de l'eutanàsia a Espanya, i va aparèixer entre els llibres més venuts en diversos rànquings. Al llibre rebutja l'eutanàsia i reivindica poder gaudir del temps que li queda "amb els pilars de la família, els amics, suport espiritual, medicina i cures pal·liatives".
En diverses entrevistes va explicar com vivia la seva malaltia, va defensar les cures pal·liatives i la voluntat de viure tant com pogués. El Tot Sant Cugat o la secció de La Contra de La Vanguardia va entrevistar-lo el 2020, quan encara podia parlar, mirar i moure la punta dels dits de les mans. Una setmana abans de morir, en una nova entrevista a La Vanguardia, defensava que volia seguir vivint.

## Publicacions
- Xavi Argemí Ballbé. Aprendre a morir per poder viure: Petites coses que fan la vida meravellosa.  Penguin Random House Grupo Editorial España, 22 octubre 2020. ISBN 978-84-18033-47-6.